# Neunkircheni járás
A Neunkircheni járás Ausztriában, Alsó-Ausztria tartományban található. Neunkircheni járás Bécsújhely, Bécsújhelyvidéki, Lilienfeldi, Bruck-mürzzuschlagi, Weizi és Hartberg-fürstenfeldi járásokkal határos. Lakosainak száma 86 291 fő (2019. január 1.).

## A járáshoz tartozó települések
- Altendorf
- Aspang-Markt
- Aspangberg-Sankt Peter
- Breitenau
- Breitenstein
- Buchbach
- Bürg-Vöstenhof
- Edlitz
- Enzenreith
- Feistritz am Wechsel
- Gloggnitz
- Grafenbach-Sankt Valentin
- Grimmenstein
- Grünbach am Schneeberg
- Höflein an der Hohen Wand
- Kirchberg am Wechsel
- Mönichkirchen
- Natschbach-Loipersbach
- Neunkirchen
- Otterthal
- Payerbach
- Pitten
- Prigglitz
- Puchberg am Schneeberg
- Raach am Hochgebirge
- Reichenau an der Rax
- Scheiblingkirchen-Thernberg
- Schottwien
- Schrattenbach
- Schwarzau am Steinfeld
- Schwarzau im Gebirge
- Seebenstein
- Semmering
- Sankt Corona am Wechsel
- Sankt Egyden am Steinfeld
- Ternitz
- Thomasberg
- Trattenbach
- Warth
- Wartmannstetten
- Willendorf
- Wimpassing im Schwarzatale
- Würflach
- Zöbern